# Let's Face the Music and Dance
Let's Face the Music and Dance es sexagesimosexto álbum de estudio del músico estadounidense Willie Nelson publicado por la compañía discográfica Legacy Recordings el 16 de abril de 2013. Producido por Buddy Cannon, incluye una colección de clásicos que Nelson y su hermana Bobbie tocaron a lo largo de sus respectivas carreras musicales.

## Grabación
Let's Face the Music and Dance incluye una serie de clásicos de pop, jazz, rock y country así como una nueva versión de "Is the Better Part Over", una composición de Nelson grabada para su álbum de 1989 A Horse Called Music. Fue grabado en los Pedernales Studios de Nelson en Austin (Texas) bajo la producción de Buddy Cannon y mezclado en Budro Music Repair Shop por Butch Carr. El álbum se enfoca en la relación musical con su hermana, Bobbie, dado que los clásicos fueron interpretados por ambos a lo largo de su juventud y de sus carreras musicales.

## Publicación
Let's Face the Music and Dance, publicado el 16 de abril de 2013, fue el segundo álbum de Nelson lanzado bajo su nuevo contrato con Legacy Recordings.

## Lista de canciones
| N.º | Título                                     | Escritor(es)                 | Duración |  |
| 1.  | «Let's Face the Music and Dance»           | Irving Berlin                | 3:23     |  |
| 2.  | «Is The Better Part Over»                  | Willie Nelson                | 2:39     |  |
| 3.  | «You'll Never Know»                        | Harry Warren, Mack Gordon    | 3:32     |  |
| 4.  | «Vous Et Moi»                              | Django Reinhardt             | 3:23     |  |
| 5.  | «Walkin' My Baby Back Home»                | Roy Turk, Fred E. Ahlert     | 3:42     |  |
| 6.  | «Matchbox»                                 | Carl Perkins                 | 2:40     |  |
| 7.  | «Twilight Time»                            | Buck Ram                     | 4:07     |  |
| 8.  | «I Can't Give You Anything but Love, Baby» | Jimmy McHugh, Dorothy Fields | 3:45     |  |
| 9.  | «I’ll Keep On Loving You»                  | Moon Mullican                | 3:38     |  |
| 10. | «I Wish I Didn’t Love You So»              | Frank Loesser                | 4:18     |  |
| 11. | «South of the Border»                      | Jimmy Kennedy, Michael Carr  | 3:51     |  |
| 12. | «Nuages»                                   | Django Reinhardt             | 3:37     |  |
| 13. | «Marie (The Dawn Is Breaking)»             | Irving Berlin                | 3:07     |  |
| 14. | «Shame on You»                             | Spade Cooley                 | 2:25     |  |

## Posición en listas
| País           | Lista              | Posición |
| -------------- | ------------------ | -------- |
| Estados Unidos | Top Country Albums | 16       |
| Estados Unidos | Billboard 200      | 49       |